# Sternförmiges Duftsiegel
Das Sternförmige Duftsiegel (Maianthemum stellatum), mit englischen Trivialnamen auch star-flowered, starry oder little false Solomon's seal, auch false Solomon's seal; außerdem star-flowered lily-of-the-valley genannt, 
ist eine Pflanzenart aus der Gattung der Schattenblumen (Maianthemum) innerhalb der Familie der Spargelgewächse (Asparagaceae). Sie ist in nahezu ganz Nord-Amerika beheimatet, allgemein von Alaska bis Kalifornien im Westen und von North Carolina bis nach Neufundland in Osten, außerdem im nördlichen Mexiko (Sonora, Chihuahua, Coahuila, Nuevo León).

## Verbreitung und Lebensraum
Maianthemum stellatum wurde bisher in jedem kanadischen Bundesstaat und Territorium mit Ausnahme von Nunavut sowie in den US-amerikanischen Bundesstaaten außer Hawaii und den südöstlichen Staaten gefunden.
Maianthemum stellatum ist eine ausdauernde krautige Pflanze des Waldes.

## Merkmale
Die Pflanzen treiben im Frühjahr kleine weiße Knospen, aus denen grazile sternförmige Blüten entstehen; bestäubt wachsen zunächst grün-schwarz-gestreifte Beeren, die schließlich im Herbst dunkelrot reifen.
Maianthemum stellatum ist kleiner als die nahe verwandte Maianthemum racemosum.  Sie hat kleinere, offenere Blütenstände und eher schmalere und stärker gebogene Blätter. Die Blüten sitzen an Stielen, welche kürzer sind als die Kronblätter. Beide Arten zeigen das charakteristische Zickzack des Stiels zwischen den wechselständigen Blättern. Echte Salomonssiegel (Polygonatum) haben ein ähnliches Aussehen, doch hängen bei diesen die Blüten unter den Blättern und bilden keine endständigen Infloreszenzen.

## Galerie

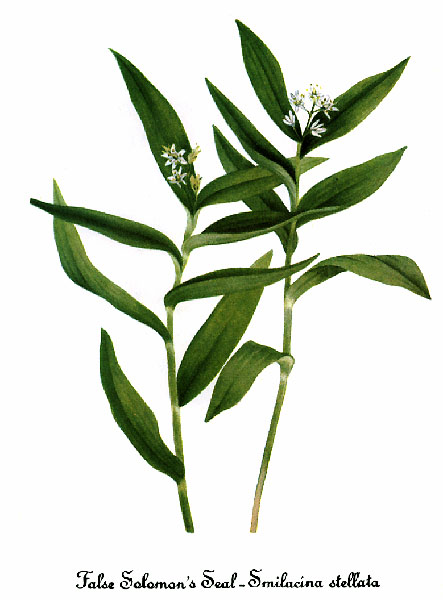
Maianthemum stellatum, Gemälde von Mary Vaux Walcott
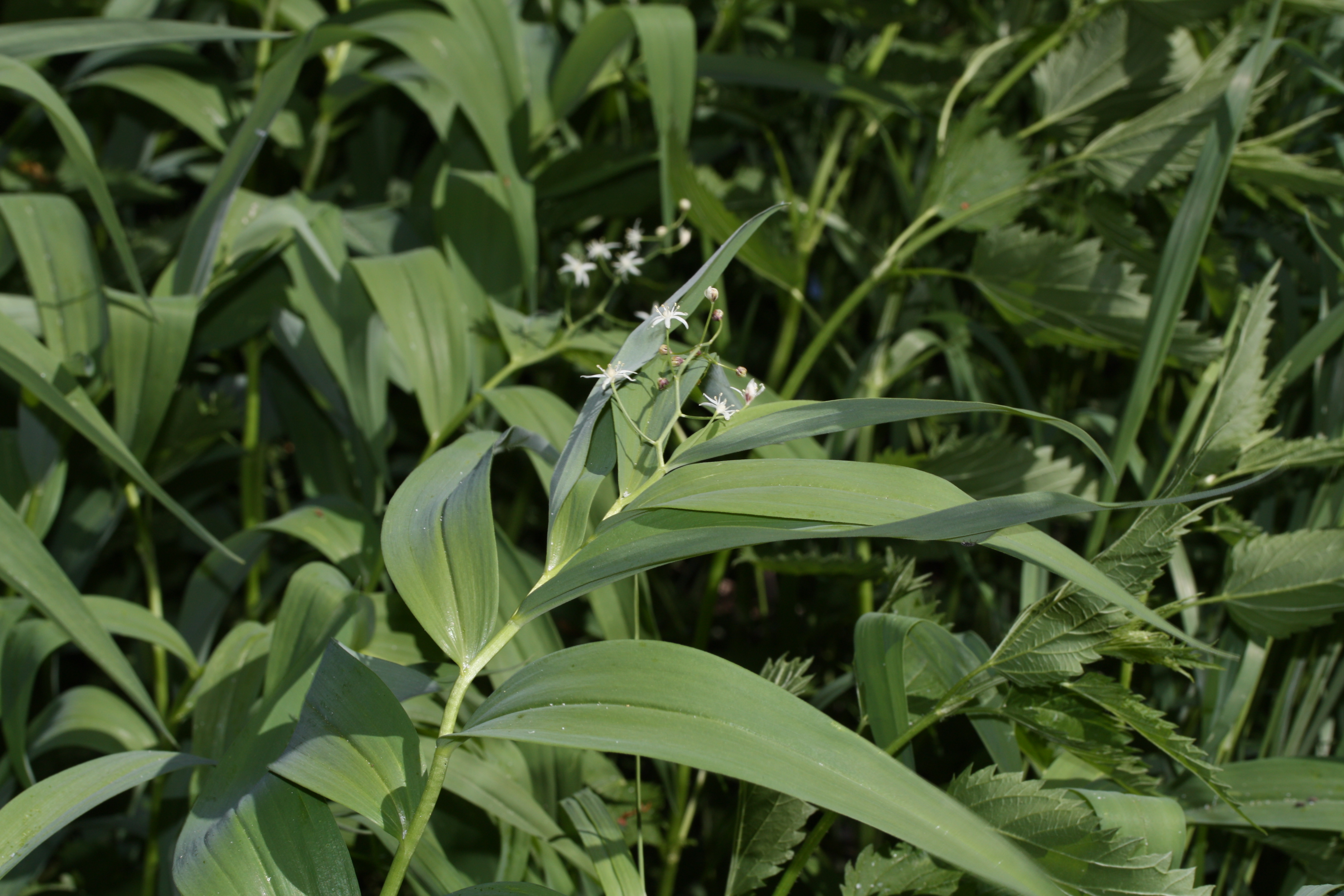
Pflanze aus Washington
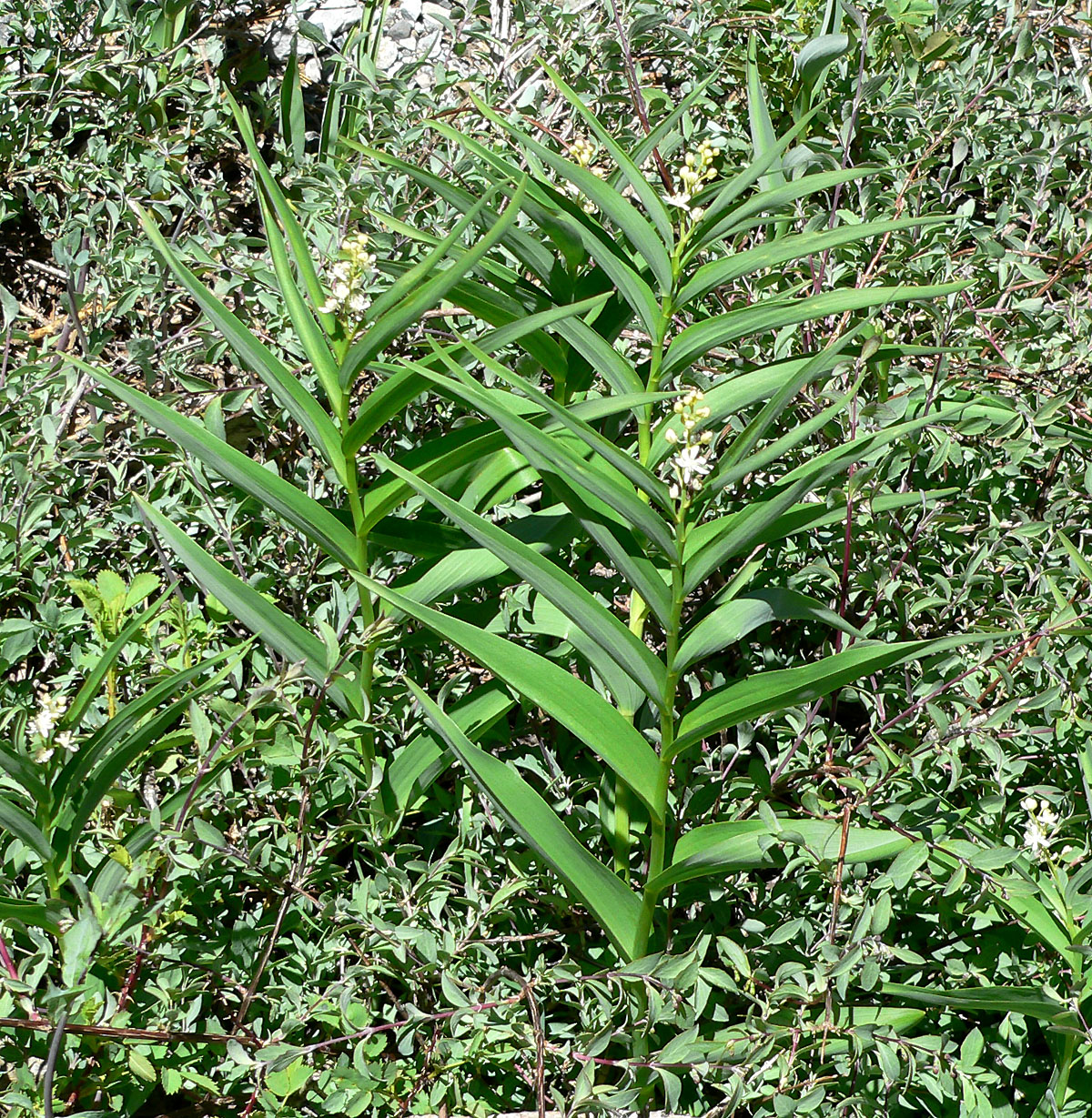
Pflanzen aus Nevada
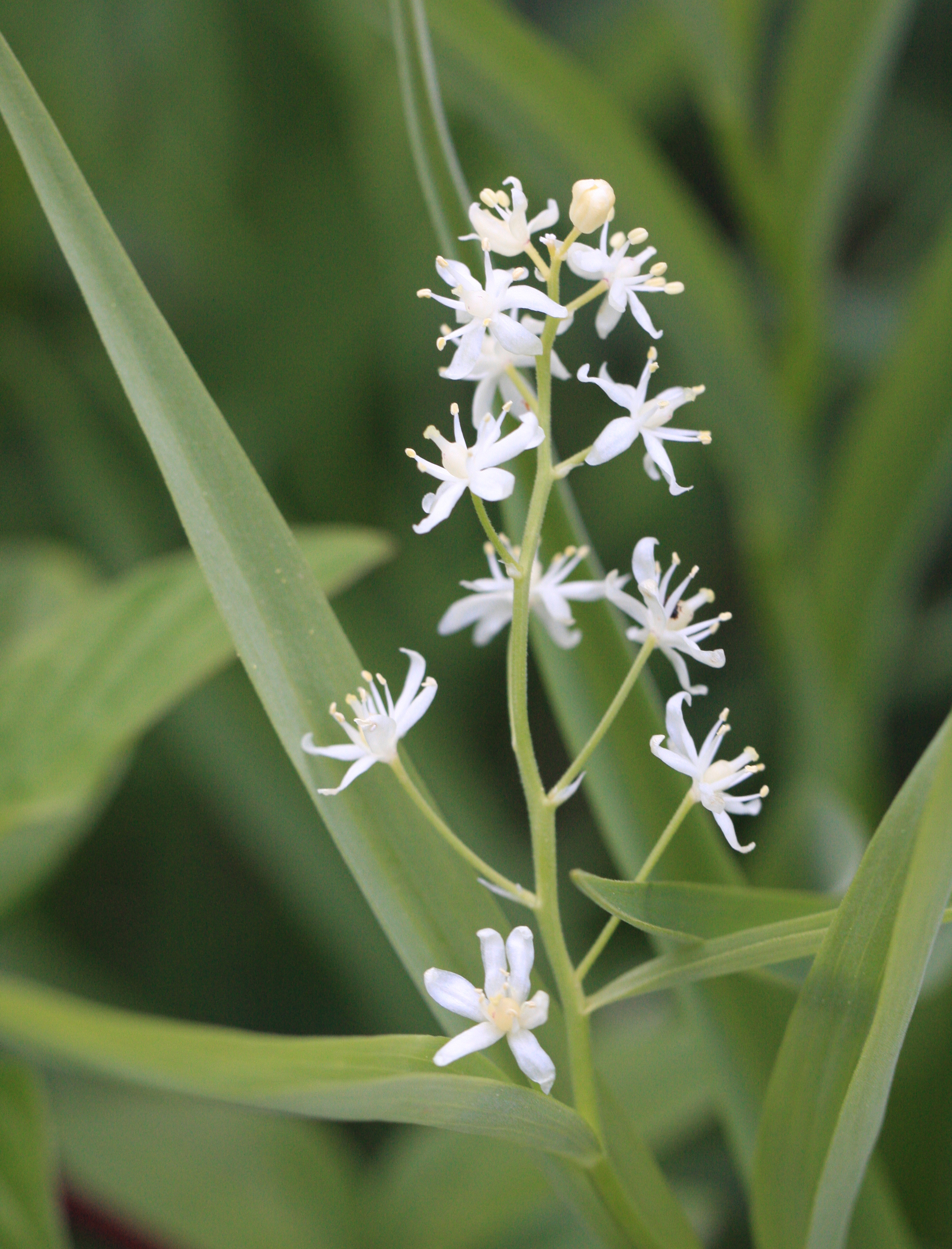
Blütenstand, geschlossen
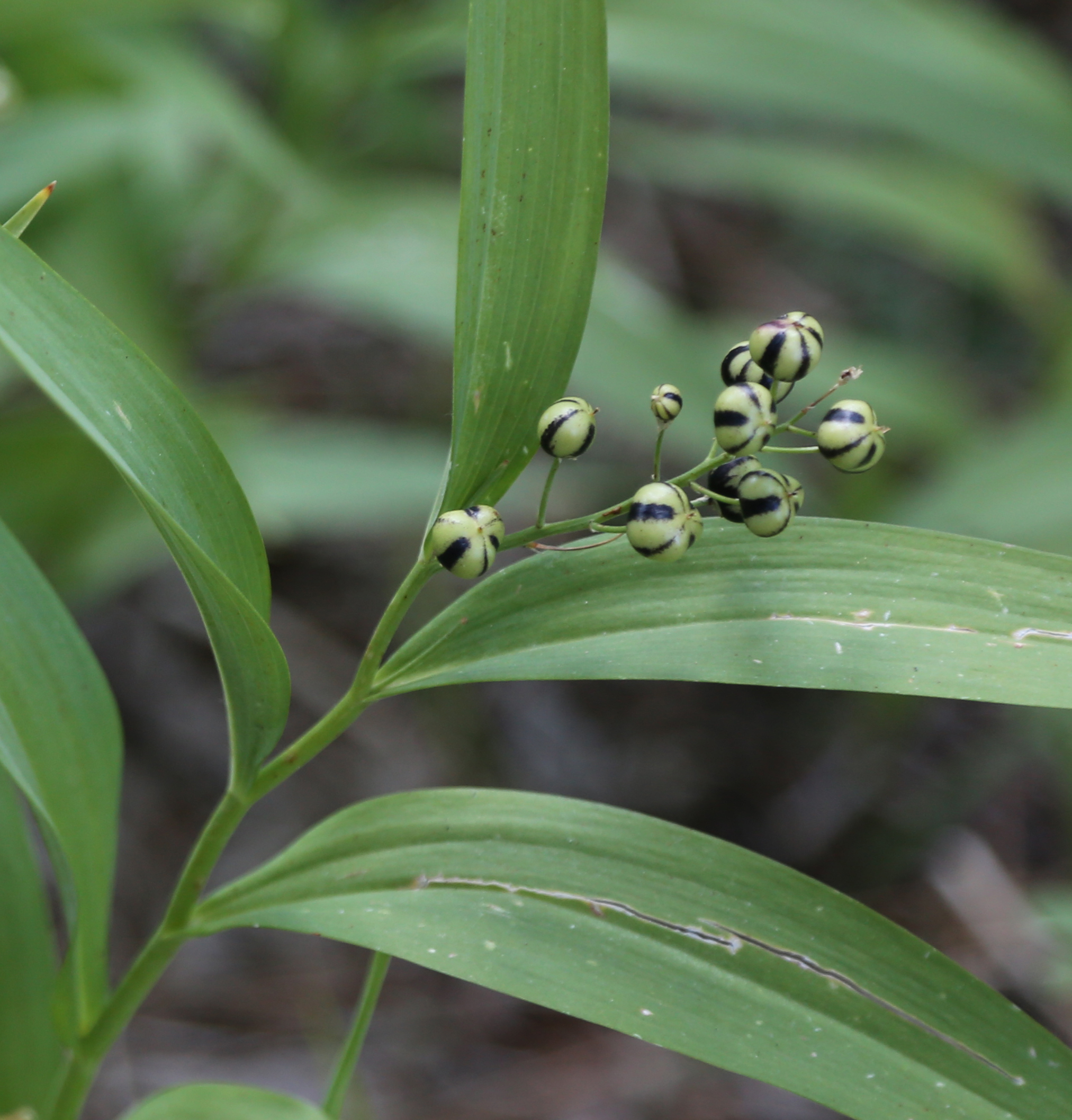
junge gestreifte Beeren
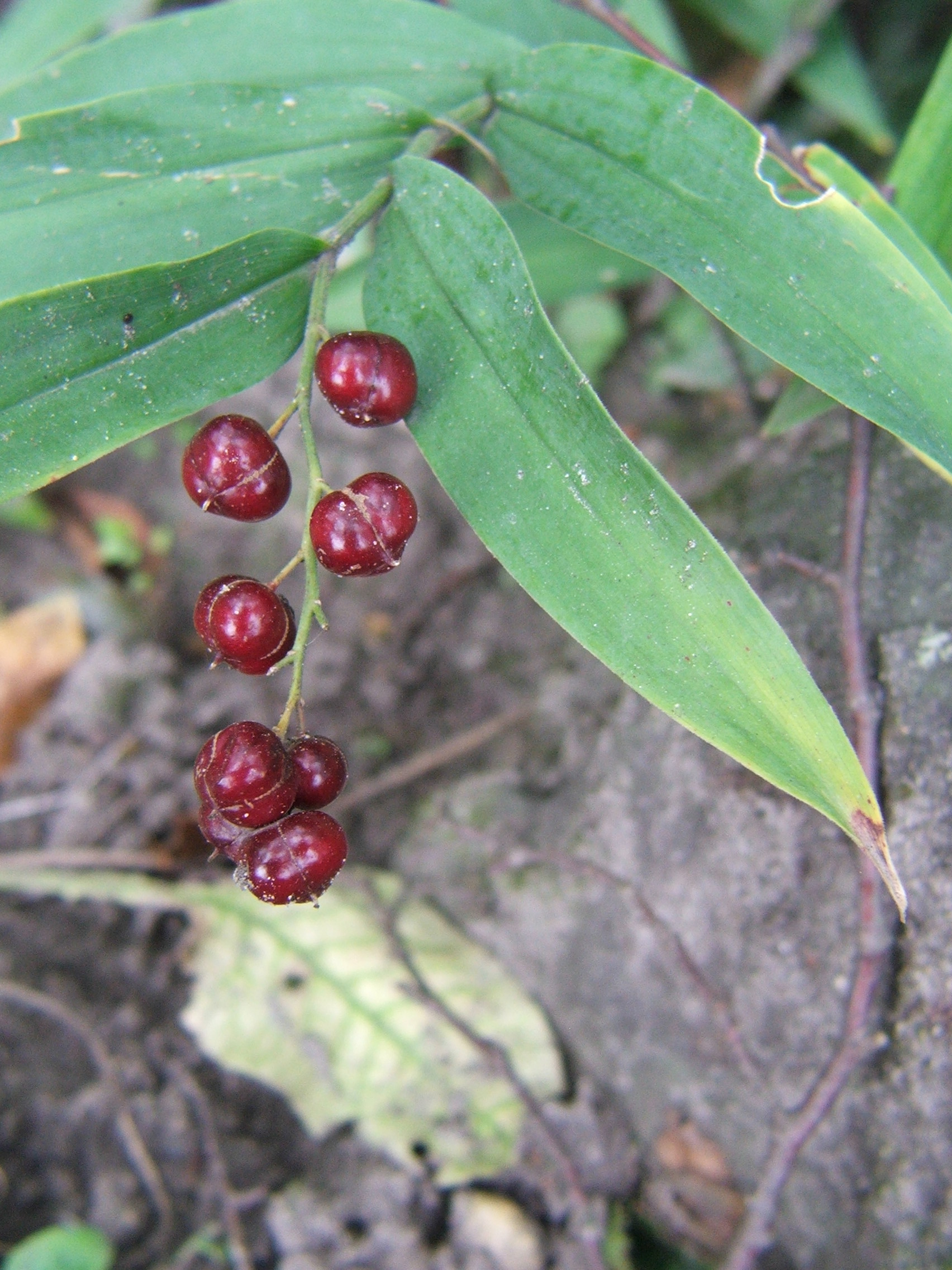
reife rote Beeren

## Systematik
Zu Maianthemum stellatum (L.) Link sind eine Reihe von Synonymen verzeichnet: Asteranthemum stellatum (L.) Nieuwl., Asteranthemum vulgare Kunth, Asteranthemum vulgare var. uniflorum (Pursh) Kunth, Convallaria hybrida Marchal, Convallaria stellata L., Smilacina liliacea (Greene) F.L. Wynd, Smilacina sessilifolia Nutt. ex Baker, Smilacina stellata (L.) Desf., Smilacina stellata f. paniculata H. St. John, Smilacina stellata var. crassa Vict., Smilacina stellata var. sessilifolia L.F. Hend., Smilacina stellata var. sylvatica Vict. & J. Rousseau, Smilacina stellata var. uniflora Pursh, Tovaria sessilifolia Baker, Tovaria stellata (L.) Neck. ex Baker, Unifolium liliaceum Greene, Unifolium sessilifolium (Baker) Greene, Unifolium stellatum (L.) Greene, Vagnera angustifolia Raf., Vagnera leptopetala Rydb., Vagnera liliacea (Greene) Rydb., Vagnera sessilifolia (Baker) Greene, Vagnera stellata (L.) Morong, Vagnera stellata var. mollis Farw.